# João Traquina
João Miguel Traquina André, meglio noto come João Traquina (Alcobaça, 29 agosto 1988), è un calciatore portoghese, centrocampista dell'União de Coimbra.

## Carriera

### Club
Ha giocato 7 partite nella prima divisione portoghese.

### Nazionale
Ha giocato nella nazionale portoghese Under-19.